# Khalaf Khalafov
 (septembre 2024).
La mise en forme du texte ne suit pas les recommandations de Wikipédia : il faut le « wikifier ».
Les points d'amélioration suivants sont les cas les plus fréquents :
- Les titres sont pré-formatés par le logiciel. Ils ne sont ni en capitales, ni en gras.
- Le texte ne doit pas être écrit en capitales (les noms de famille non plus), ni en gras, ni en italique, ni en « petit »…
- Le gras n'est utilisé que pour surligner le titre de l'article dans l'introduction, une seule fois.
- L'italique est rarement utilisé : mots en langue étrangère, titres d'œuvres, noms de bateaux, etc.
- Les citations ne sont pas en italique mais en corps de texte normal. Elles sont entourées par des guillemets français : « et ».
- Les listes à puces sont à éviter, des paragraphes rédigés étant largement préférés. Les tableaux sont à réserver à la présentation de données structurées (résultats, etc.).
- Les appels de note de bas de page (petits chiffres en exposant, introduits par l'outil «  Source ») sont à placer entre la fin de phrase et le point final[comme ça].
- Les liens internes (vers d'autres articles de Wikipédia) sont à choisir avec parcimonie. Créez des liens vers des articles approfondissant le sujet. Les termes génériques sans rapport avec le sujet sont à éviter, ainsi que les répétitions de liens vers un même terme.
- Les liens externes sont à placer uniquement dans une section « Liens externes », à la fin de l'article. Ces liens sont à choisir avec parcimonie suivant les règles définies. Si un lien sert de source à l'article, son insertion dans le texte est à faire par les notes de bas de page.
- La présentation des références doit suivre les conventions bibliographiques. Il est recommandé d'utiliser les modèles {{Ouvrage}}, {{Chapitre}}, {{Article}}, {{Lien web}} et/ou {{Bibliographie}}. Le mode d'édition visuel peut mettre en forme automatiquement les références.
- Insérer une infobox (cadre d'informations à droite) n'est pas obligatoire pour parachever la mise en page.

Pour une aide détaillée, merci de consulter Aide:Wikification.
Si vous pensez que ces points ont été résolus, vous pouvez retirer ce bandeau et améliorer la mise en forme d'un autre article.
 (septembre 2024).
Khalaf Khalafov (en azéri : Xələf Alı oğlu Xələfov ; né le 21 septembre 1959 à Jil, district de Krasnoselsk, Arménie) est un homme politique azerbaïdjanais, vice-ministre des Affaires étrangères de la République d'Azerbaïdjan, représentant spécial du président de la République d'Azerbaïdjan sur les questions frontalières et de la mer Caspienne,

## Parcours professionnel
En 1977-1982, Khalaf Aly oglu Khalafov étudie à l'Université d'État de Kiev (spécialité : droit international). De 1983 à 1990, il est inspecteur à la tête du département du Ministère de l'Intérieur de la RSS d'Azerbaïdjan. En 1990-1991, il poursuit ses études à l'Académie diplomatique du Ministère des Affaires étrangères de l'URSS.
En 1991-1992, il occupe le poste de deuxième secrétaire du Département consulaire du Ministère des Affaires étrangères de la République d'Azerbaïdjan. De 1992 à 1997, il dirigé le Département des traités et des affaires juridiques du MAE d'Azerbaïdjan.
De 1997 à 2018, il est vice-ministre des Affaires étrangères de la République d'Azerbaïdjan. En 2018-2019, il dirige le Cabinet des ministres de la République d'Azerbaïdjan. En 2019, il est de nouveau nommé vice-ministre des Affaires étrangères de la République d'Azerbaïdjan.
Par décret du Président de la République d'Azerbaïdjan du 24 juillet 2023, Khalaf Khalafov est nommé représentant du Président de la République d'Azerbaïdjan chargé de missions spéciales.

## Titres et Récompenses
- Avocat honoré de la République d'Azerbaïdjan (2009)
- Croix d'officier de l'Ordre du Mérite (Pologne, 2009)
- Diplôme de conseiller d'État du premier degré (2018)
- Ordre « Pour service rendu à la patrie » du deuxième degré (2019)
- Insigne « Pour contribution à la coopération internationale » du MAE de la RF (2019).